# Lasioglossum kandiense
Lasioglossum kandiense är en biart som först beskrevs av Cockerell 1913.  Lasioglossum kandiense ingår i släktet smalbin, och familjen vägbin. Inga underarter finns listade i Catalogue of Life.